# Stanley (Tasmanie)
Pour les articles homonymes, voir Stanley (homonymie).
Stanley est une ville de la côte nord-ouest de la Tasmanie, en Australie. En allant vers l'ouest, c'est la deuxième ville la plus importante sur la côte nord-ouest de l'île, Smithton étant la première dans la municipalité de Circular Head. D'après le recensement de 2011, Stanley a une population de 481 habitants.

## Histoire
.

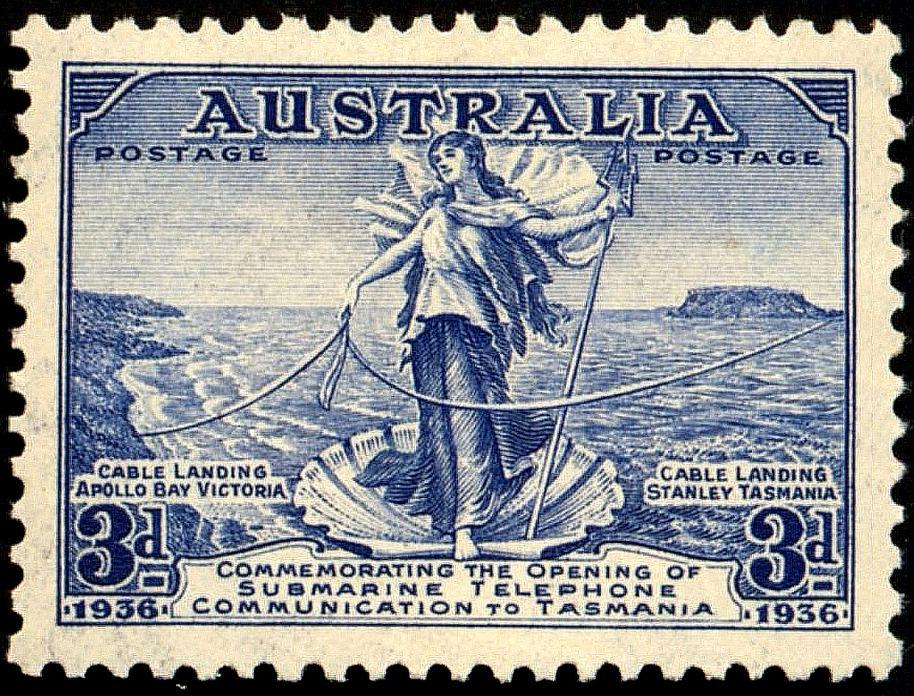
1936 Timbre-poste australien : Câble vers la Tasmanie consacré à Amphitrite

En 1825, la « Van Diemen's Land Company » attribue des terres dans le nord-ouest du Van Diemen's Land, comprenant les environs de Stanley.
Venus d'Angleterre, des employés de la compagnie s'installent dans le secteur en octobre 1826.
La ville s'appellera ensuite Lord Stanley, du nom du secrétaire d'état britannique pour la guerre et les colonies, dans les années 1830 et 1840 qui sera ensuite trois fois premier ministre britannique.
Un port a été créé en 1827 et la première école a ouvert ses portes en 1841. Le bureau de poste a été mis en service le 1er juillet 1845. Il s'est appelé Circular Head jusqu'en 1882.
En 1880, la première liaison par bus est établie entre Stanley et Burnie.
En 1936, une liaison téléphonique par câble sous-marin de Apollo Bay jusqu'à Stanley relie pour la première fois la Tasmanie au continent australien.

## La ville aujourd'hui
Stanley est une destination touristique et le principal port de pêche sur la côte nord-ouest de Tasmanie.
Le site emblématique de Stanley est « The Nut », un vestige volcanique découvert par les explorateurs Bass et Flinders en 1798. Ils l'appelèrent Circular Head. Il s'élève à 143 mètres avec un sommet plat. Il est possible d'atteindre le sommet de « The Nut » grâce à un sentier ou par remontée mécanique.
Les touristes se rendent fréquemment à Highfield (un secteur agricole au nord-ouest de la cité) pour profiter des panoramas des plages du nord de l'île avec « The Nut » en arrière-plan.
Le port, au sud de « The Nut », est aussi un secteur très apprécié pour la pêche.

## Personnalités liées à Stanley
- Joseph Lyons - Le dixième premier ministre australien[2].
- Jim Willis - Botaniste australien.
- Bill Mollison - Fondateur du mouvement en faveur de la permaculture.

## Climat

### Températures, humidité
| Mois                              | jan. | fév. | mars | avril | mai  | juin  | jui.  | août  | sep. | oct. | nov. | déc. | année |
| --------------------------------- | ---- | ---- | ---- | ----- | ---- | ----- | ----- | ----- | ---- | ---- | ---- | ---- | ----- |
| Température minimale moyenne (°C) | 10,9 | 11,4 | 9,4  | 7     | 5,3  | 4,1   | 3,4   | 3,9   | 4,9  | 6,1  | 7,9  | 9,5  | 7     |
| Température maximale moyenne (°C) | 21,2 | 21,5 | 20   | 17,4  | 15,1 | 13,3  | 12,6  | 13,2  | 14,2 | 16   | 17,7 | 19,4 | 16,8  |
| Précipitations (mm)               | 40,7 | 47,9 | 44,1 | 74,1  | 99,2 | 111,1 | 132,7 | 108,8 | 94,5 | 98,3 | 74,4 | 64,3 | 991,4 |

| Diagramme climatique                                  |              |           |           |             |              |              |              |             |           |             |             |
| J                                                     | F            | M         | A         | M           | J            | J            | A            | S           | O         | N           | D           |
| 21,210,940,7                                          | 21,511,447,9 | 209,444,1 | 17,4774,1 | 15,15,399,2 | 13,34,1111,1 | 12,63,4132,7 | 13,23,9108,8 | 14,24,994,5 | 166,198,3 | 17,77,974,4 | 19,49,564,3 |
| Moyennes : • Temp. maxi et mini °C • Précipitation mm |              |           |           |             |              |              |              |             |           |             |             |